# Hockey

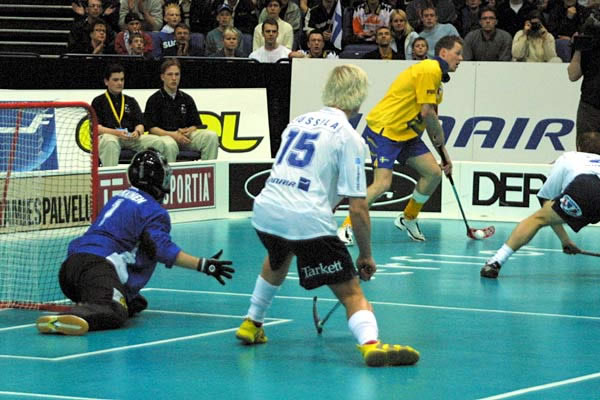
Una partita di floorball.

Il termine hockey fa riferimento a vari tipi di sport nei quali due squadre competono cercando di spingere un disco o una palla nella porta avversaria, usando un bastone.

## Forme di gioco
Le forme principali del gioco sono:
- Hockey su prato, giocato sull'erba (anche su erba sintetica) con una palla. Disciplina inserita nei Giochi olimpici estivi.
- Hockey su ghiaccio, giocato sul ghiaccio con pattini e un piccolo disco di gomma. Disciplina inserita nei Giochi olimpici invernali.
- Hockey su pista (detto anche Hockey a rotelle), giocato al coperto con una palla, su pattini a rotelle di tipo quad.
- Hockey in linea, giocato su un campo di varie superfici con un piccolo disco di gomma, su pattini in linea.
- Hockey in carrozzina, giocato in ambiente indoor su un campo col parquet con una pallina di plastica bucherellata.
- Hockey su slittino, specialità paralimpica giocata sul ghiaccio, muovendosi su slitte.

Esistono anche una serie di giochi che derivano da questi:
- Bandy: giocato su ghiaccio con una palla, su un campo delle dimensioni di quello da calcio, tipicamente all'aperto (il bandy in realtà è un precursore dell'hockey su ghiaccio, piuttosto che una specialità derivata da esso).
- Unihockey o Floorball: viene giocato nei palazzetti dello sport.
- Street hockey: giocato all'aperto, su una superficie di asfalto, con o senza pattini.
- Hockey subacqueo: giocato sul fondo di una piscina.
- Indoor hockey: giocato su un campo di pallamano (parquet o linoleum) con sponde laterali in legno da due squadre di 6 giocatori.
- Broomball: giocato su un campo ghiacciato, ma senza pattini e con un attrezzo simile a una scopa.

Le varie specialità di hockey sono accomunate dall'uso di un bastone per colpire la palla o il disco. I bastoni da hockey su prato sono più piccoli di quelli da hockey su ghiaccio, ma la forma è simile. I bastoni da hockey su pista hanno una forma a "L" arrotondata e dimensioni simili a quelli da hockey su prato.
L'hockey su prato e l'hockey su ghiaccio sono le due discipline più antiche, e si sono sviluppate indipendentemente. La specialità di gioco individuata semplicemente come "hockey" dipende da quale disciplina sia più popolare in ciascun paese.

## Origine del termine
L'origine del termine "hockey" è incerta, così come sono incerti il luogo e la data di nascita dell'hockey su prato e dell'hockey su ghiaccio.
Gli Statuti della città irlandese di Galway del 1527 proibivano la pratica di un gioco dal nome simile ("hockie"), ma si trattava di una versione antica dello sport chiamato in seguito hurling o hurley. Fu solo nel 1838 che il termine hockey venne utilizzato con il significato attuale; infatti il William Holloway's General Dictionary of Provincialisms, pubblicato in quell'anno, riportava la parola "hawkey" (la pronuncia è identica) come tipica del West Sussex.
Riguardo all'etimologia di questo termine esistono diverse ipotesi:
- Deriva dall'antico germanico hok (oppure hak), il cui significato è "pezzo di metallo o legno ricurvo"; da questo termine deriva "hook", che significa "gancio" nell'inglese moderno.

- Deriva dall'antico francese hoquet, che significa "bastone di legno ricurvo" o "bastone del pastore"; con hoquet si indicava anche un primordiale gioco su prato con bastoni tipico della Francia.

- Deriva da hoo-gee, che in una lingua dei Nativi Americani presenti in Canada significa "che male!"

- Nella tradizione popolare canadese, spesso vengono raccontate le vicende di un certo Colonnello Hockey, il quale a metà del XIX secolo avrebbe ideato un passatempo per i suoi soldati: il gioco di Hockey ben presto sarebbe diventato semplicemente hockey.

- Nel medio olandese (la lingua parlata nei Paesi Bassi dall'XI al XVI secolo) esisteva la parola hokkie, traducibile come "baracca" o "cuccia per cani", che veniva usata nei giochi popolari per indicare la porta dove fare gol; alcuni di questi giochi erano praticati su ghiaccio.

Tuttavia, soltanto le prime due ipotesi hanno un fondamento storico, mentre le altre sono piuttosto fantasiose.

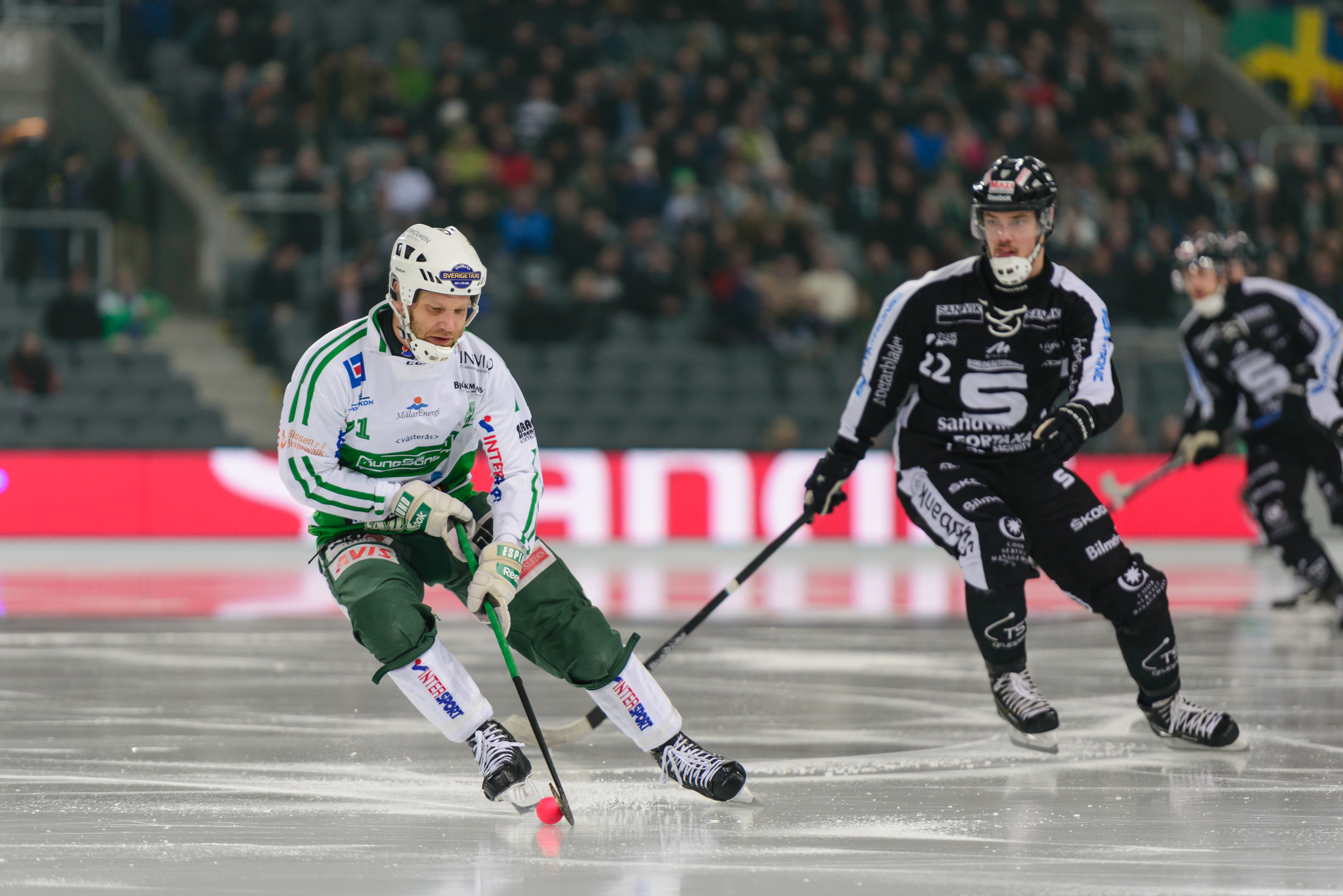
Bandy svedese
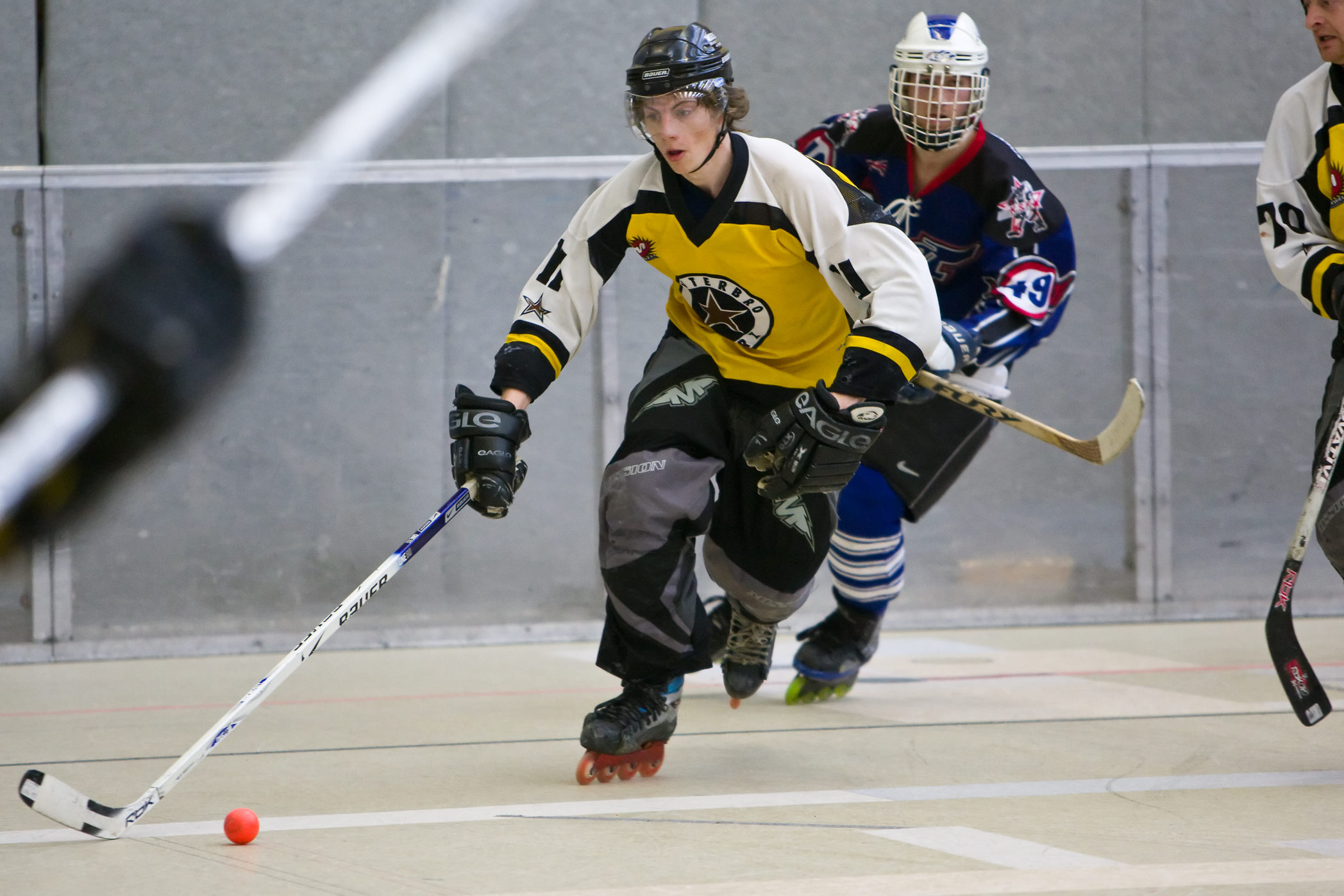
Hockey in-line
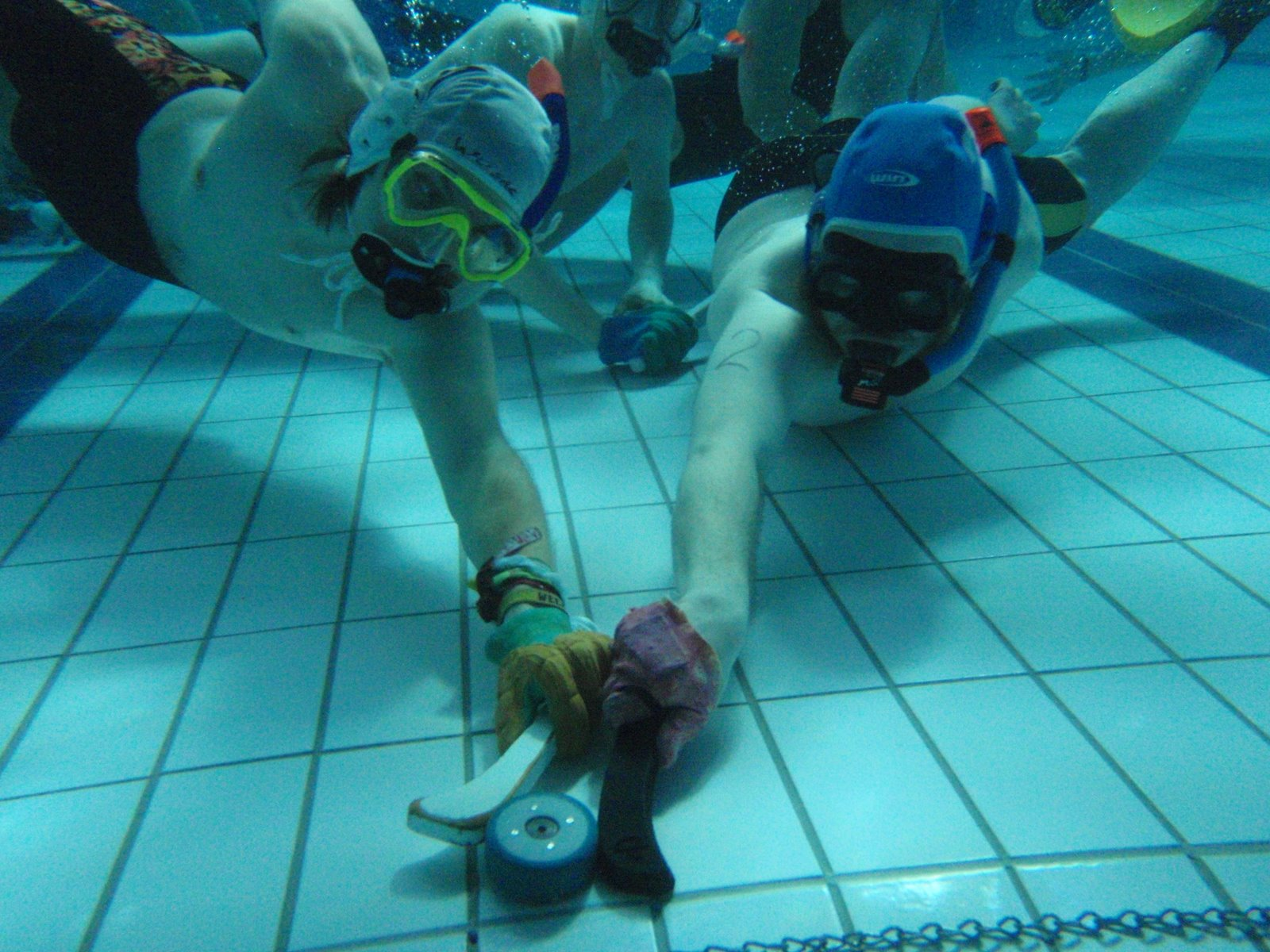
Hockey subacqueo
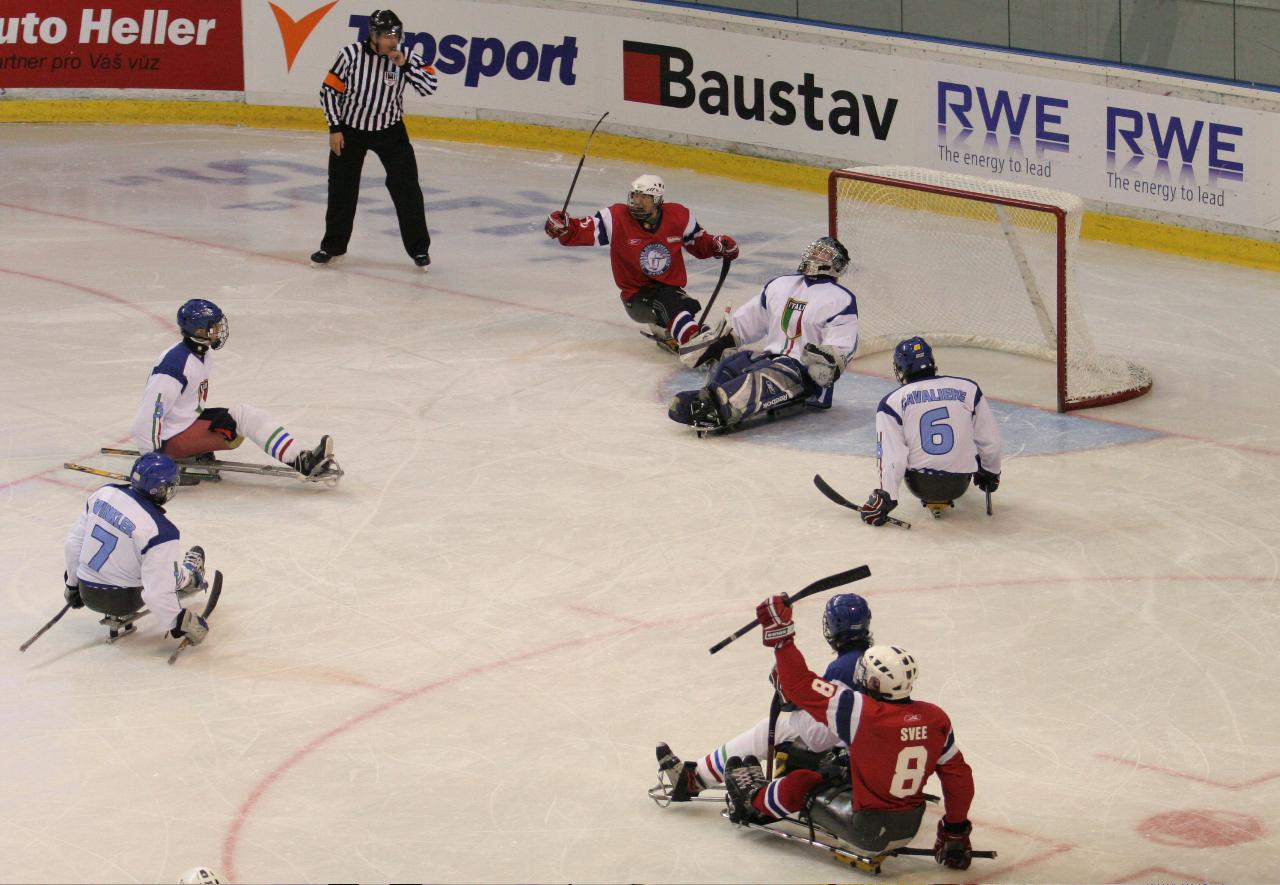
Sledge hockey
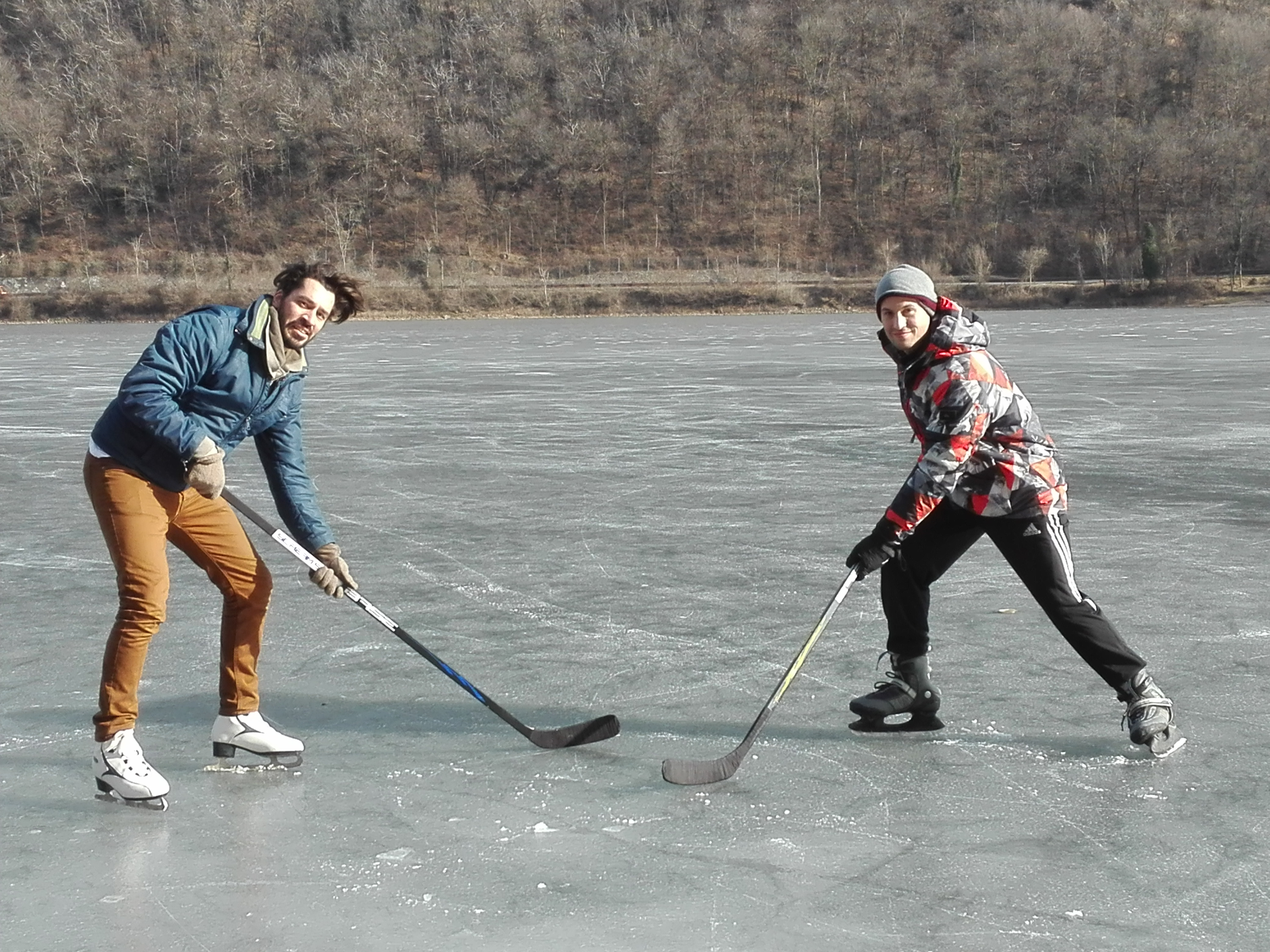
Giocatori di hockey su ghiaccio sulla superficie di un lago ghiacciato (Lago di Ghirla - Valganna)